# Hydroptila tineoides
Hydroptila tineoides är en nattsländeart som beskrevs av Johan Wilhelm Dalman 1819. Hydroptila tineoides ingår i släktet Hydroptila och familjen smånattsländor. Arten är reproducerande i Sverige. Inga underarter finns listade i Catalogue of Life.